# 汽车平台
汽车平台（英語：Car platform）是一種共享的機制，包括一般设计、工程與量產流程等面向。此外在許多外觀，甚至類型不同的汽車上也可能共用重要的零組件。共用汽車平台的汽車往往分屬不同，但相關的品牌。在汽车工业中应用汽车平台以降低成本，同时可在少数平台的基础上开发产品。这也更进一步地允许汽车公司从相似设计的基础上创造出不同型号的汽车。

## 定义和好处
平台共享是一種各廠牌在不同產品上應用相同組件的開發方法。其目的在於減少開發成本，並且得到更有效率的產品開發過程。 藉著共用零組件，汽車公司能獲得降低採購成本的好處。然而這也同時限制了產品差異化的能力，甚至面臨失去原來已屬脆弱的產品獨特性。故汽車公司必須在降低開發成本，與減少產品差異化空間之間做出妥協。

## 範例
- 丰田TNGA平台
- 大众集团MQB平台

## 外部連結
- EE Times
- Safe Car Guide
- California government
- Motor Authority
- The Truth about Cars （页面存档备份，存于）
- Motor Trend （页面存档备份，存于）